# Marigny-Chemereau
Marigny-Chemereau település Franciaországban, Vienne megyében. Lakosainak száma 603 fő (2022. január 1.). Marigny-Chemereau Celle-Lévescault, Marçay és Vivonne községekkel határos.

## Népesség
A település népességének változása:
| Lakosok száma | 589  | 599  | 616  | 601  | 604  | 605  | 604  | 604  | 603  |
|               | 2013 | 2015 | 2016 | 2017 | 2018 | 2019 | 2020 | 2021 | 2022 |